# Gossip Girl (2021)
Gossip Girl é uma série de televisão via streaming norte-americana de drama adolescente transmitida entre 2021 e 2022. Baseada na série de livros Gossip Girl, toma lugar num universo compartilhado da série original transmitida pela The CW entre 2007 e 2012, não tendo qualquer relação com a original. O produtor executivo da série original, Joshua Safran, supervisionou o desenvolvimento da série. 
Gossip Girl também é baseada na série de livros homônima da escritora Cecily von Ziegesar, que narra a história de um grupo de jovens milionários através dos olhos de uma blogueira que sabe tudo o que acontece em suas vidas e expõe os escândalos. Em relação à continuidade, o produtor executivo e showrunner Joshua Safran declarou que a série é oficialmente uma continuidade da série original de Gossip Girl. No entanto, em vez de uma continuação direta da história, a série é colocada no mesmo mundo onde existiam personagens anteriores que podem ser livremente mencionados e [potencialmente] reaparecer. Safran comparou isto a um universo compartilhado, semelhante ao do Universo Marvel.
A nova série apresenta mais conteúdo adulto do que a versão original da The CW, devido aos padrões do serviço de streaming HBO Max. A série é também um programa mais diversificado, incluindo personagens LGBTs.
Gossip Girl estreou na HBO Max em 8 de julho. A primeira temporada consiste em 12 episódios, divididos em duas partes de seis episódios, com a segunda metade lançada em 25 de novembro de 2021. Em setembro de 2021, a série foi renovada para uma segunda temporada.
Em 19 de janeiro de 2023, a HBO Max anunciou o cancelamento do reboot de Gossip Girl após duas temporadas.

## Premissa
Oito anos após a conclusão da série original, novos estudantes da elite de Nova York ficam sob o olhar curioso de uma nova Gossip Girl, que busca sempre atualizar suas fofocas sobre os jovens através de suas redes sociais.

## Elenco

### Principais
- Jordan Alexander como Julien Calloway:[5] Julien é melhor amiga de Audrey, Luna e Monet e ex-namorada de Obie, que recentemente se uniu a sua meia-irmã materna mais nova, Zoya. Ela é a "garota" da Constance Billard que é uma influenciadora de moda.
- Whitney Peak como Zoya Lott:[5] A meia-irmã mais nova, moralmente correta, maternal de Julien e uma bolsista do primeiro ano na Constance Billard. Ela passa a formar um relacionamento com Obie.
- Tavi Gevinson como Kate Keller:[5] Professora de inglês da Constance Billard que, cansada de ser intimidada por Luna e Monet, lidera uma rede de professores como "Gossip Girl".
- Eli Brown como Otto "Obie" Bergmann IV:[5] Um benfeitor extremamente rico que é considerado um rico culpado e é o melhor amigo de Aki e ex-namorado de Julien que mais tarde estabelece um relacionamento com Zoya.
- Thomas Doherty como Max Wolfe:[5] Um garoto pansexual e obstinado que está interessado em Audrey e Aki e também em Rafa, o professor de artes cênicas.
- Emily Alyn Lind como Audrey Hope:[5] Uma adolescente desdenhosa que é a melhora amiga de Julien e namorada de Aki, mas tem interesse em Max.
- Evan Mock como Akeno "Aki" Menzies:[5] O melhor amigo de Obie e o namorado bi-curioso de Audrey com interesse em Max.
- Johnathan Fernandez como Nick Lott:[5] Pai carinhoso de Zoya que tem uma rivalidade com o pai de Julien.
- Adam Chanler-Berat como Jordan Glassberg:[5] Um professor que ajuda a administrar a conta de Gossip Girl.
- Zión Moreno como Luna La:[5] Uma estilista e melhor amiga de Julien e Monet que está sempre tramando.
- Savannah Lee Smith como Monet de Haan:[5] Intimidante e poderosa melhor amiga lésbica de Julien e Luna, que atua como gerente de mídia social de Julien.
- Jason Gotay como Rafa Caparros:[6] Uma professor de artes cênicas da Constance Billard que chama a atenção de Max. Ele ajuda a administrar a conta da Gossip Girl.
- Todd Almond como Gideon: Pai de Max.
- Laura Benanti como Kiki Hope: Um estilista de roupas esportivas e mãe alcoólatra de Audrey. Ela tem um relacionamento complicado com sua filha após seu divórcio após a traição de seu marido.
- Kristen Bell como a Narradora / Gossip Girl.

### Recorrentes
- Megan Ferguson como Wendy, uma professora com grande conhecimento do relato original de Gossip Girl.
- Luke Kirby como Davis Calloway, Pai magnata da música de Julien, que tem uma rivalidade com o pai de Zoya.
- Donna Murphy como Diretora Burton da Constance Billard[7]
- Elizabeth Lail como Lola Morgan, uma cantora e compositora que é namorada de Davis Calloway
- Lyne Renée como Helena Bergmann, mãe de Obie

### Participação
- John Benjamin Hickey como Roy Sachs, pai de Max
- Jeremy O. Harris como Ele mesmo
- Princess Nokia como Ela mesma
- Azhy Robertson como Milo Sparks
- Yin Chang como Nelly Yuki
- Billy Porter como Ele mesmo

## Episódios

### 1.ª temporada (2021)
| N.º na série | N.º na temp. | Título                                                         | Dirigido por      | Escrito por                      | Lançamento             |
| --- | ------------ | -------------------------------------------------------------- | ----------------- | -------------------------------- | ---------------------- |
| 1 | 1            | "Just Anotther Girl on the MTA" "(Apenas Outra Garota no MTA)" | Karena Evans      | Joshua Safran                    | 8 de julho de 2021     |
| Enquanto os alunos se preparam para o retorno à escola após a pandemia de COVID-19, um grupo de professores exaustos cria uma conta no Instagram como a onisciente e anônima "Gossip Girl" para retomar o poder de seus torturadores adolescentes. Determinados a iniciar uma rixa como as das ex-alunas Blair e Serena, os professores voltam-se para Julien Calloway, uma influenciadora e aluna que secretamente pagou à escola para que sua meia-irmã mais nova, Zoya, fosse admitida. Julien e Zoya estão finalmente unidas, mas mantêm sua longa história de mensagens nas redes sociais em segredo de seus pais e amigos. Depois de Julien convidar Zoya para conhecer seu grupo de amigos, "Gossip Girl" expõe sua amizade secreta e como Julien pagou para Zoya receber uma bolsa de estudos antes de tirar uma foto de Zoya com o namorado da meia-irmã, Obie, e alegar que os dois são amantes secretos. Julien desenvolve um plano para limpar o nome de Zoya em um desfile de moda, mas Monet e Luna planejam secretamente um esquema que faz com que Zoya seja expulsa. Depois que Julien não ajuda Zoya, as duas abalam sua amizade enquanto Zoya anuncia seu plano de derrubar Julien e se torna próxima de Obie, depois que ele termina com Julien. Enquanto isso, Audrey e Aki desenvolvem atrações por Max. |              |                                                                |                   |                                  |                        |
| 2 | 2            | "She's Having a Maybe" "(Ela Está Tendo um Talvez)"            | Karena Evans      | April Blair                      | 15 de julho de 2021    |
| Enquanto os professores se preparam para as reuniões de pais e mestres, Audrey fica triste depois que sua mãe, Kiki, não aparece. Audrey convence Kiki a comparecer à festa de arrecadação de fundos da escola, mas fica furiosa quando Kiki fica bêbada e age de forma inadequada. Enquanto isso, Obie tenta estabelecer um relacionamento com Zoya. Depois de "Gossip Girl" postar uma foto dos dois juntos, Julien faz uma foto dela e de Obie juntos, fazendo com que "Gossip Girl" seja condenada como mentirosa. Quando parece que Zoya terá de deixar a escola, Julien intervém para se desculpar com Zoya e convencer seus pais a deixá-la ficar. Em outro lugar, Max se concentra em Rafa, apesar do fato dele ser um professor. Ele faz vários avanços, incluindo ficar com Aki em uma casa de banhos para deixar Rafa com ciúmes, antes de Rafa concordar que eles podem ficar depois de Max se formar. Audrey então dorme com Max depois que ela fica irritada com Aki. |              |                                                                |                   |                                  |                        |
| 3 | 3            | "Lies Wide Shut" "(Mentiras Bem Guardadas)"                    | Jennifer Lynch    | Lila Feinberg                    | 22 de julho de 2021    |
| Depois que Julien e Max passam uma noite em uma festa, eles descobrem que o pai de Max está traindo seu outro pai e o pai de Julien tem uma namorada secreta, Lola. Obie conhece Nick, que finalmente concorda em deixar Zoya e Obie irem a um encontro, mas depois que Zoya lida com o retrocesso da internet, ela recorre a Luna para uma espécie de reforma. Uma postagem de "Gossip Girl" sobre alunos traindo relacionamentos fazem tanto Audrey quanto Aki ficarem convencidos de que a postagem é sobre seus próprios casos com Max. Max pede a Aki para criar um perfil fake de namoro sob o disfarce de Rafa para pegar seu pai em flagrante, e Max e Julien secretamente convidam Rafa e Lola para a noite de abertura de uma peça da Broadway. Max expõe a traição de Roy para Gideon e, com o coração partido e de coração partido Max também revela as infidelidades de Aki e Audrey aos dois antes de passar a noite no sofá de Rafa. Julien e Davis concordam que ele não precisa mais esconder Lola. Enquanto isso, a escola contrata uma equipe de inteligência para reprimir "Gossip Girl". Sentindo-se desesperados, Kate e Jordan enganam Reema para que poste enquanto o firewall está desativado, permitindo que Reema seja pega e leve a culpa pela conta.                                              |              |                                                                |                   |                                  |                        |
| 4 | 4            | "Fire Walks with Z" "(Fogo Anda com Z)"                        | Jennifer Lynch    | Courtney Perdue and Baindu Saidu | 29 de julho de 2021    |
| 5 | 5            | "Hope Sinks" "(Esperanças Afundam)"                            | Pamela Romanowsky | Aaron Fullerton                  | 5 de agosto de 2021    |
| 6 | 6            | "Parentsite" "(Site dos Pais)"                                 | Pamela Romanowsky | Ashley Wigfield                  | 12 de agosto de 2021   |
| 7 | 7            | "Once Upon a Time in the Upper West"                           | ASA               | ASA                              | 25 de novembro de 2021 |
| 8 | 8            | "Posts on a Scandal"                                           | ASA               | ASA                              | 25 de novembro de 2021 |
| 9 | 9            | "Blackberry Narcissus"                                         | ASA               | ASA                              | 25 de novembro de 2021 |

## Produção

### Desenvolvimento
WarnerMedia ordenou um "revival" da série Gossip Girl para a HBO Max em julho de 2019. Embora chamado de "reboot", foi confirmado como uma continuação da história original de Josh Schwartz. Em 2 de novembro de 2020, foi anunciado que Karena Evans dirigiria os dois primeiros episódios da série. Em 9 de setembro de 2021, a HBO Max renovou a série para uma segunda temporada.

### Seleção de elenco
Em novembro de 2019, foi anunciado que Kristen Bell voltaria como a voz de Gossip Girl na nova série. Em março de 2020, foi relatado que Emily Alyn Lind, Whitney Peak, Eli Brown, Johnathan Fernandez e Jason Gotay foram escalados. Mais tarde naquele mês, Tavi Gevinson, Thomas Doherty, Adam Chanler-Berat e Zión Moreno também se juntaram ao elenco. Em abril de 2020, foi relatado que Savannah Smith se juntou ao elenco. Em agosto de 2020, Jordan Alexander foi confirmada no elenco como uma das protagonistas. Em outubro de 2020, Evan Mock foi escalado como um personagem regular, enquanto Laura Benanti foi escalada em uma papel não revelado. Em março de 2021, Elizabeth Lail se juntou ao elenco em um papel não revelado. Em maio de 2021, Lyne Renée se juntou ao elenco em um papel recorrente. Em junho de 2021, Megan Ferguson se juntos ao elenco da série.

### Filmagens
O início das filmagens estava previsto para Março de 2020 em Nova Iorque, porém foram adiadas devido à pandemia do COVID-19, e a estreia adiada para 2021. A produção da série começou em 2 de novembro de 2020.

## Lançamento
Gossip Girl foi lançada em 8 de julho de 2021. Em junho de 2021, foi anunciado que a CW iria transmitir o primeiro episódio da reinicialização em 9 de julho, um dia após sua estreia no serviço de streaming, com o episódio disponível para stream nas plataformas online da CW após sua transmissão. A série foi adquirida para o Reino Unido pela BBC One e BBC iPlayer, e para o Canadá pela Crave.

## Recepção
No Rotten Tomatoes, a série possui um índice de aprovação de 29% com base em 21 críticas, com uma classificação média de 4.35 / 10. O consenso crítico do site diz: "Uma falha ambiciosa, Gossip Girl gagueja mais do que se pavoneia, perdendo um elenco empilhado em um mar suntuoso de drama sem leme." No Metacritic, a série tem uma pontuação média ponderada de 54 de 100, com base em 22 críticos, indicando "críticas mistas ou médias".